# A Filha
A Filha (portugiesisch für: Die Tochter) ist ein Filmdrama der portugiesisch-schwedischen Regisseurin Solveig Nordlund aus dem Jahr 2003. Der Film trägt auch Züge eine Thrillers.

## Handlung
Ricardo Monteiro ist 45 Jahre alt und ein erfolgreicher Fernsehproduzent. Gerade hat er eine Auszeichnung für die erfolgreichste Sendung des Jahres erhalten und wird dafür auf Ehrungen und Feiern bejubelt. Noch am gleichen Tag jedoch stellt ihm seine geliebte Tochter Leonor ein Ultimatum: entweder er kommt nachhause und feiert in dieser Nacht mit ihr ihren 18. Geburtstag, oder er wird sie nie wieder sehen.
Als er am anderen Tag nach Hause kommt, ist Leonor tatsächlich verschwunden. Ricardo begibt sich nun auf ihre Suche. Die gleichaltrige Sara bietet ihm Hilfe an, und zusammen durchstreifen sie das Nachtleben der Stadt auf ihrer Suche. Sie durchstreifen Bars und Tanzlokale, wo er seine Tochter nie vermutet hätte.
Ricardo muss feststellen, dass sein Bild seiner Tochter gänzlich falsch war, und er nähert sich in seiner verzweifelten Suche immer weiter Sara an. Sara, die eine Karriere als Fernsehmoderatorin anstrebt, ermutigt Ricardo weiter und lässt Ricardo seine Sehnsucht nach der Tochter immer stärker auf sie projizieren. Und in Ricardos Wahrnehmung wird Sara nun tatsächlich immer mehr zu Leonor.
Erst als Ricardo sie eines Tages im Zimmer von Leonor einschließt, wird Sara klar, weshalb Leonor den Vater verlassen hat.

## Produktion und Rezeption
Der Film wurde im August und September 2002 in Portugal gedreht und von der portugiesischen Filmproduktionsgesellschaft Ambar Filmes produziert, in Koproduktion mit der schwedischen Film I Väst, dem öffentlich-rechtlichen portugiesischen Fernsehen RTP, und der ebenfalls schwedischen Cine-Qua-Non AB, und mit finanzieller Unterstützung durch die Filmförderungsanstalten ICAM (heute ICA, Portugal) Svenska Filminstitutet (Schweden) und MEDIA (Europa).
Nach einer Vorpremiere am 23. April 2003 im Lissabonner Kino Mundial feierte der Film am 25. April 2003 seinen Kinostart in Portugal. Er wurde allerdings nur in drei Kinos gezeigt (zwei in Lissabon, eins in Vila Nova de Gaia) und zählte nur 679 verkaufte Eintrittskarten. Er lief danach auch in Frankreich (10. Dezember 2003) und Schweden (ab 12. März 2004) an.
Der Film lief auf einer Reihe internationaler Filmfestivals, darunter das Copenhagen International Film Festival (2003), das Montreal World Film Festival (2003), das Göteborg Film Festival (2004) und das Cleveland International Film Festival (2004).
Die Kritik nahm den Film positiv auf. So schrieb Jorge Leitão Ramos in seiner Filmkritik in der Wochenzeitung Expresso, das Drehbuch sei nach dem Wunsch eines jeden Schauspielers, und derer habe Solveig Nordlund hier gut ausgewählt, mit einer perfekten Darstellerleistung von Nuno Melo und einer fesselnden und mitreißenden Darbietung von Joana Bárcia. Francisco Ferreia schrieb bei seiner Kritik im Expresso, Solveig Nordlund zeige sich hier einmal mehr als die Regisseurin der Intimität, mit der sie das portugiesische Kino bereits vorher beglückt habe.
A Filha erschien 2004 in Portugal als DVD mit Bonusmaterial bei Lusomundo.